# 汤隆
汤隆，小说《水浒传》中人物，祖辈打铁出身，父亲原是延安府知寨官，自己在老种经略相公帐前当差。因为浑身有麻点，被称做“金钱豹子”。因父亲亡故，贪赌而流落江湖，靠打铁度日。后来碰到了李逵，结为兄弟，上了梁山。呼延灼用连环马打败了梁山人马时，汤隆推荐其表兄徐宁会用钩镰枪法破连环马。吴用派汤隆、时迁到东京盗了徐宁的宝甲赛唐猊，诱其上了梁山。汤隆负责打造钩镰枪，徐宁负责教练枪法，从而使梁山人马大破连环马。受招安后，在征讨方腊中，攻清溪时身负重伤，医治不痊而死。

## 影视形象
- 2011年版《水浒传》：刘勇
- 2011年电影《金枪手徐宁》：蒋一铭
- 2013年电影《金钱豹子汤隆》：曹帅